# Rutgerus Rescius
Rutgerus Rescius, geboren als Rutger Ressen, ook bekend onder de bijnaam Dryopolitanus ('burger van Eik') (Maaseik, ca. 1495 – Leuven, 2 oktober 1545), was een humanist en de eerste professor Grieks aan het Leuvens Collegium Trilingue. 

## Biografie
Rescius werd geboren als Rutger Ressen te Maaseik rond 1495. Er is weinig geweten over zijn jeugd. Hij ging in elk geval naar Parijs om daar aan de universiteit onder andere lessen Grieks te volgen bij Girolamo Aleandro tot eind 1513. Hij behaalde er zijn baccalaureaat ergens tussen september 1513 en maart 1514. Hij gaf vervolgens kortstondig lessen Grieks in de Franse hoofdstad tussen 1513 en 1514, waarschijnlijk om de leegte op te vullen dat het vertrek van Aleandro had achtergelaten. Onder zijn Parijse leerlingen bevond zich de Westfaalse humanist Ludolf Cock.
Kort daarop keerde Rescius terug naar zijn geboortestreek en behoort aldus tot de golf hellenisten die naar de Lage Landen stroomde in de tweede helft van 1513 na het vertrek van Aleandro uit de Parijse universiteit. Op dat moment werd er reeds Grieks onderwezen in Leuven en de wijdere regio, maar nog op een te kleine schaal om een blijvende impact te hebben en de kwaliteit liet nog veel te wensen over. Het waren dan ook vooral autodidacten zoals Erasmus wier kennis Grieks een hoog niveau bereikte. De aankomst van Aleandro’s leerlingen was een belangrijke impuls voor het onderricht van het Oudgrieks door de vestiging van een permanent onderwijs in deze taal te Leuven. Vooraleer Rescius naar de universiteitsstad Leuven ging, gaf hij tussen 1514 en 1515 les in het Noord-Hollandse Alkmaar o.a. aan Petrus Nannius, de latere derde professor Latijn aan het Collegium Trilingue. Uiteindelijk schreef hij zich op 4 oktober 1515 in aan de Universiteit van Leuven om er rechten te studeren.

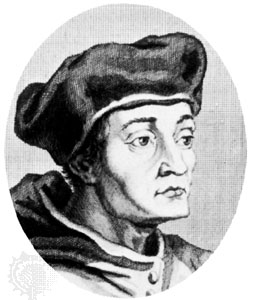
Girolamo Aleandro, onder wiens professoraat in Parijs Rescius werd ingewijd in het Oudgrieks

De student Rescius ging tussentijds te werk als corrector in het atelier van de drukker Dirk Martens wat een diepgaande kennis van de antieke talen vereiste. Hij hielp namelijk Martens met de publicatie van onder andere Griekse werken. Hij mocht tijdens deze werkzaamheden verblijven in het huis van zijn werkgever tot 1518. Rescius kon hier zijn kennis van het Grieks nog verder verfijnen mede dankzij het feit dat Martens’ atelier zich rond het begin van 1516 toespitste op de publicatie van handboeken Grieks. Een van Martens’ eerste Griekse producten waren overzichtstabellen van de grammatica. Deze waren van de hand van Aleandro, Urbano Bolzanio en niemand minder dan Rutgerus Rescius zelf. In een brief gericht aan Jean Desmarais verklaarde de corrector van Martens dat hij deze overzichten had gemaakt op vraag van zijn leerlingen.  Rescius verdiende immers tevens zijn brood met privélessen Grieks gedurende de winter van 1515-1516 en misschien daarna nog tot augustus 1518. Via de drukkerij leerde hij ook Desiderius Erasmus kennen. Martens was immers een van Erasmus’ uitgevers en bijgevolg moest Rescius af en toe als corrector Erasmus contacteren over onduidelijkheden in een te drukken werk.

### Collegium Trilingue en Drukkerswerk
Op dat ogenblik stond Leuven in rep en roer vanwege de oprichting van het humanistische Collegium Trilingue, een school waar het Latijn, het Grieks en het Hebreeuws zouden onderwezen worden. Dit instituut beoogde de vorming van humanistische christenen en werd opgericht op instigatie van het testament van de rijke mecenas Hiëronymus van Busleyden (c. 1470 – 27 augustus 1517). Deze stelde zijn erfenis ter beschikking voor de financiering en gaf tevens enkele organisatorische richtlijnen mee in zijn testament. Desiderius Erasmus nam de concrete uitwerking van het project op zich. Een van de grote uitdagingen waar de organisatoren voor stonden was het vinden van een geschikte leerkracht Grieks. Uit brieven van Erasmus aan Gilles van Busleyden, de broer van de wijlen Hiëronymus, blijkt dat ze liefst een Byzantijn wilden voor de functie. Deze leermeesters van Griekse afkomst legden immers toen een onovertroffen kennis van het Grieks aan de dag. Hun oog viel in de eerste plaats op Janus Lascaris. Dit plan viel echter in duigen vanwege het te hoge loon dat Lascaris eiste en de vertraging in de correspondentie. Verder was de ervaren Girolamo Aleandro een optie, maar deze koos voor een klerikale carrière. Andere mogelijkheden waren de Gentenaar Robert de Keysere of Jacob Teyng uit Hoorn, maar Erasmus achtte deze twee ongeschikt en te duur. De beperkte geldmiddelen en tijdsnood dwongen de organisatoren van het Collegium uiteindelijk tot een goedkopere keuze: Rutgerus Rescius. Erasmus looft hem als: “zeer bekwaam en geleerder dan hij zich voordoet”, maar geeft ook toe dat hij eerder een enthousiasteling is dan een specialist: “grece magis studiosus quam peritus”.  Rescius ging gretig op dit aanbod in en startte zijn lessen als de eerste leerstoelhouder Grieks aan het Trilingue op 1 september 1518, maar liet zich ondertussen nog bijscholen door Jacob Teyng. 
De aanvangsperiode van zijn tewerkstelling ging echter niet van een leien dakje. Rescius ontpopte zich immers als een enfant terrible wiens levenswijze meermaals controverse uitlokte. Er kwam onder andere commentaar op zijn huwelijk met de Leuvense Anna Moons in 1525 bij wie hij zijn intrek nam. Dit zag men als een provocatie aangezien Busleyden in zijn testament expliciet gebood dat de professoren moesten wonen in gebouwen van de universiteit zelf. Zo konden ze zich ongestoord toeleggen op hun studies en waren ze makkelijker bereikbaar voor de studenten. Hij geraakte eveneens verwikkeld in een intellectuele polemiek, veroorzaakt door Wilhelm Nesen en zijn studenten. De artes faculteit ging de strijd aan met Nesen die les gaf in het Augustijnenklooster zonder toestemming van de faculteit. De Duitse Wilhelm Nesen verbleef sinds juli 1519 met vier van zijn studenten in de Lelie en gaf privélessen Latijn. Er wordt verondersteld dat zij de Dialogus bilinguium ac trilinguium schreven, waarin ze van leer trokken tegen de Leuvense theologen. Nesen was uit op de leerstoel Latijn die eerder werd bekleed door Barlandus. Nesen die zelfs niet was ingeschreven aan het collegium probeerde op onrechtmatige wijze deze leerstoel te bekomen. Als laatste wanhoopsdaad overhandigde hij of een van zijn studenten tijdens een nachtelijke tocht een dreigbrief aan rector Calaber. Rescius werd er ten onrechte van beschuldigd deel uit te maken van de gewapende groep die mee de brief afleverden. Hij werd gevangen gezet waartegen Erasmus zich scherp uitliet en de professor Grieks te hulp schoot.  Het is nog steeds niet duidelijk waarom Rescius beschouwd werd als een handlanger van Nesen. De zaak zou nog jaren lang verder aanslepen.  Later in zijn leven trachtte hij zelfs de erfenis van de wijlen president van het college, Conrad Goclenius, te stelen. Doorheen zijn leven spande hij tevens enkele dubieuze rechtszaken aan tegen zogezegde vrienden, familieleden en zakenpartners, meestal met geldgewin op het oog.  De rechtszaken sleepten aan tot na zijn overlijden.
Desondanks groeide zijn reputatie als professor Grieks en wist hij zichzelf te bewijzen tegenover zijn criticasters als een bekwame praeceptor. Zijn aantrekkingskracht op de intelligentsia van de Lage Landen verzekerde een groot en enthousiast publiek. Erasmus zou hem nog feliciteren vanwege zijn volle aula’s (frequens auditorium). Onder zijn studenten bevonden zich enkele luisterrijke figuren zoals Andreas Vesalius wiens eerste werk Rescius trouwens later zou publiceren, namelijk de Paraphrasis in nonum librum Rhazae medici arabis clarissimi ad regem Almansorum de affectuum singularum corporis partium curatione (1537). Andere bekende leerlingen van Rescius waren Andreas Masius (1514 - 1573) en Nicolaes Cleynaerts (1493 - 1542), Cornelius Valerius (1512-1578) en Joachim Oridryus. Rescius’ faam beperkte zich echter niet tot enkel de Lage Landen, maar zijn naam vond ook weerklank bij de buitenlandse geleerden. De Franse koning Frans I bood hem zelfs in 1527 een leerstoel aan in het Collège Royal, een nieuwe academie te Parijs die inspiratie haalde bij het Collegium Trilingue, wat hij echter op advies van Erasmus van de hand wees. 
Dit betekende echter niet dat hij smetteloos verder door het leven ging. Rescius werd het mikpunt van onder andere Erasmus’ frustraties omdat de professor in 1529 een eigen drukkerij oprichtte waar hij samen met zijn student, Johannes Sturmius, werkte en later met Bartholomaeus Gravius. Hij wou immers het gat in de markt opvullen dat de inmiddels gepensioneerde Dirk Martens had achtergelaten. Erasmus beschouwde dit als een poging van Rescius om schaamteloos geld te verdienen met de (antieke) literatuur wat volgens hem niet paste bij het decorum van een professor Grieks. Zo liet hij snel een groot aantal exemplaren afdrukken van een Byzantijnse vertaling van keizer Iustinianus’ Instituten door Theophilus Antecessor om zoveel mogelijk geld te verdienen na een beslissing hierover les te geven.  Rescius’ weerwoord was dat hij de drukkerij oprichtte met de bedoeling betere handboeken Grieks ter beschikking te stellen van het Trilingue.

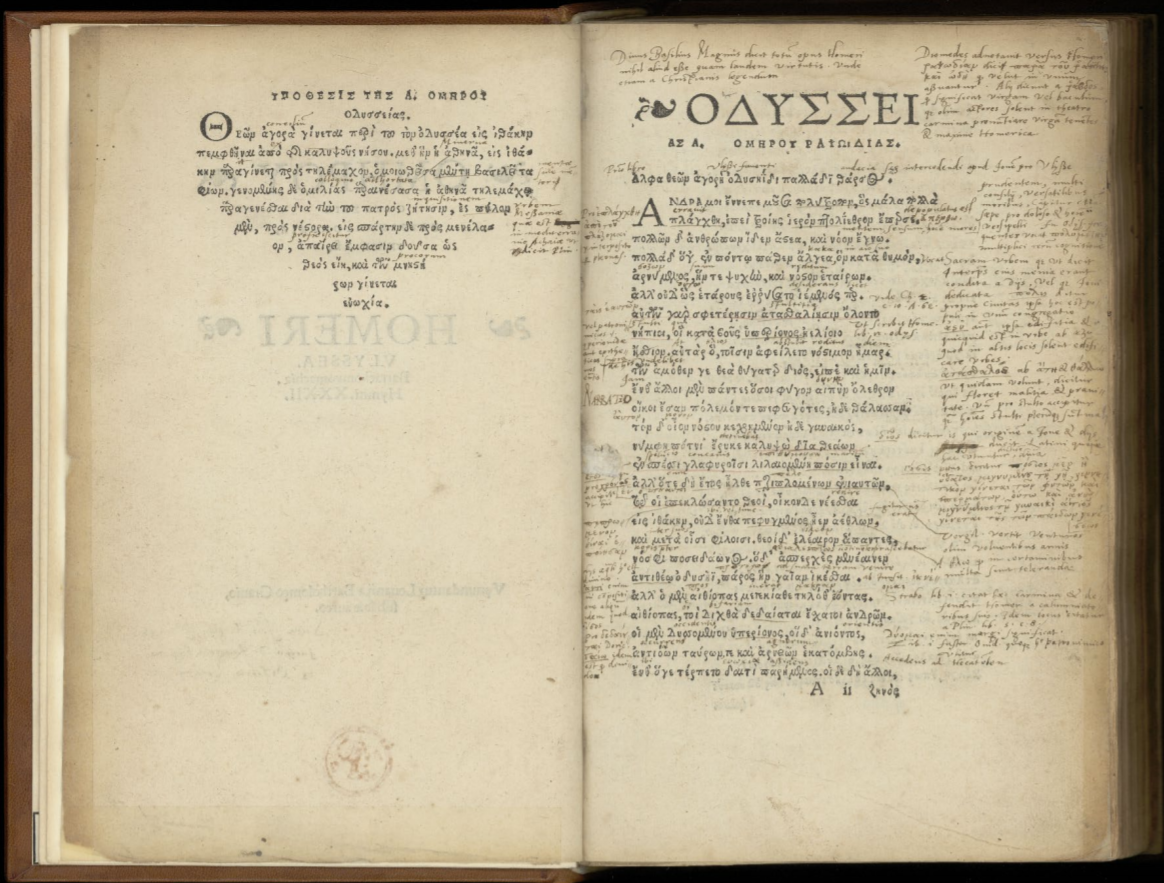
Handboek geannoteerd door Johannes Aegidius, student van Rescius

In elk geval werd Rescius’ atelier een van de belangrijkste drukkerijen van de Lage Landen. Van Valerius Andreas (1588-1655), een historiograaf van het Trilingue, kreeg hij de veelzeggende titel “alter apud Belgas Manutius” (“de Tweede Manutius onder de Belgen”).  De associatie met Aldus Manutius is zeker een groot compliment aangezien deze geldt als een van de belangrijkste drukkers van Griekse literatuur uit vroegmodern Europa. De Britse historicus Andrew Pettegree gaat zover te stellen dat hij de geestelijke opvolger van Dirk Martens is.  Van zijn drukpers zijn enkele populaire edities van werken van Griekse kerkvaders evenals van heidense literatoren zoals Homerus en Xenophon afkomstig. Daarnaast legde zijn drukkerij zich toe op de publicatie van contemporaine auteurs. Zo bezorgde Rescius een editie van Juan Luis Vives zijn De ratione dicendi libri tres (1533). Daarnaast bracht zijn atelier veel werken van zijn nauwe collega Petrus Nannius op de markt.
Rescius gaf les in de geest van zijn leermeester Girolamo Aleandro. Zo noemde de polyglot Nicolaes Cleynaerts zijn leraar in een brief “praeceptor Aleandrinus”, i.e. een “Aleandrijnse onderwijzer”. Rescius gaf les met een groot enthousiasme en optimisme. Zijn motto luidde als volgt: “Ne simus miseri ante tempus!” (“Laat ons niet voorbarig miserabel zijn!”).  Rescius was voornamelijk een groot liefhebber van Xenophon wiens oeuvre hij uitvoerig heeft behandeld tijdens zijn carrière. Verder nam hij tijdens zijn lessen Homerus, Lucianus en Basilius de Grote onder handen. Naast deze klassieke schrijvers verdiende de vroeg-Byzantijnse rechtsgeleerde Theophilus Antecessor een plaats in zijn leerplan, wat deels verklaarbaar is vanuit zijn achtergrond als rechtenstudent. Hij liet hiertoe, zoals eerder gesteld, in groten getale Antecessors vertaling van Iustianianus’ Instituten drukken waardoor hij in aanvaring kwam met de rechtenfaculteit. Deze laatste claimde immers een monopolie op het drukken en behandelen van rechtsteksten. Uit zijn keuze van auteurs valt meteen Rescius’ focus op heidense schrijvers op met de Cappadocische kerkvader Basilius als uitzondering. Dit deed hij waarschijnlijk ten eerste om conflicten met de theologische faculteit te vermijden.  Daarnaast behandelde hij voornamelijk heidense auteurs omdat deze in de ogen van de humanisten een grotere pedagogische waarde hadden in het onderwijs van het Oudgrieks.  Tot slot moet Rescius’ persoonlijke smaak een rol hebben gespeeld bij deze selectie. Dit mag echter niet verabsoluteerd worden: Rescius heeft waarschijnlijk nog andere christelijke auteurs buiten Basilius besproken aangezien deze toentertijd in populariteit stegen en zijn drukkerij verschillende werken van de kerkvaders in groten getale produceerde.  Rescius stemde namelijk wel vaker zijn drukkerij af op het curriculum in het Collegium Trilingue.

### In de leer bij Rescius
Hoe Rescius concreet les gaf, kan gereconstrueerd worden dankzij de notities van een zekere Johannes Aegidius in een 1535-editie van Homerus’ Odyssea uit de drukkerij van Rescius en Bartholomeus Gravius.  Deze editie is door Aegidius geannoteerd tot het midden van boek 3. Het staat niet vast of dit betekent dat Rescius slechts tot hier geraakte binnen één academiejaar of dat Aegidius zonder meer stopte de lessen te volgen. Sommige delen van de eerste drie boeken zijn niet geannoteerd wat erop kan wijzen dat ofwel Rescius deze niet becommentarieerde ofwel Aegidius toen niet oplette tijdens de les. Uit deze tekst en ander materiaal kan men opmaken dat de lessen van Rescius in 7 stadia verliepen.  Eerst hield de professor een inleidende redevoering met een voorstelling van de auteur en het te lezen werk. Hierbij zouden de volgende kwesties centraal staan: de intentie van de auteur, het nut van het werk, diens structuur, de betekenis van de titel, de authenticiteit en de verdeling in hoofdstukken.  Deze soort inleiding ging terug op Aristoteles en leerde Rescius kennen bij Aleandro die deze op zijn beurt ontleende aan de Byzantijnse leermeesters. Hij vervolgde dit met een korte Latijnse samenvatting van de Griekse tekst. Daarna werd de originele Griekse tekst voor de klas voorgelezen wat dan gevolgd werd door een woord-voor-woord vertaling in het Latijn. Tijdens het vijfde gedeelte van de les richtte de professor zich op het parafraseren van de tekst in het Latijn. Dan besprak hij enkele inhoudelijke en taalkundige elementen. Ten slotte hield hij een afsluitende rede. Deze aanpak noemt men veelal de interpretatio-methode. Onder andere op basis van schrijffouten uit Aegidius’ notities die wijzen op itacisme, betoogt dr. Raf van Rooy dat Rescius Grieks lesgaf in de vernaculaire, Byzantijnse uitspraak.  Verder getuigen de notities van Rescius’ diepgaande kennis over het verschil tussen Homerisch Grieks en klassiek Attisch Grieks. 
De lessen van Rescius en die van zijn opvolgers Adrien Amerot en Theodoricus Langius worden beschouwd als een bloeiperiode van de Griekse studies in de Lage Landen. Niet alleen floreerde het Griekse onderwijs aan het Collegium Trilingue, maar kwam het onderricht van deze taal in de wijdere streek van Brabant tot bloei onder impuls van verschillende bekwame privé leraars. 

### Grammaticaal werk

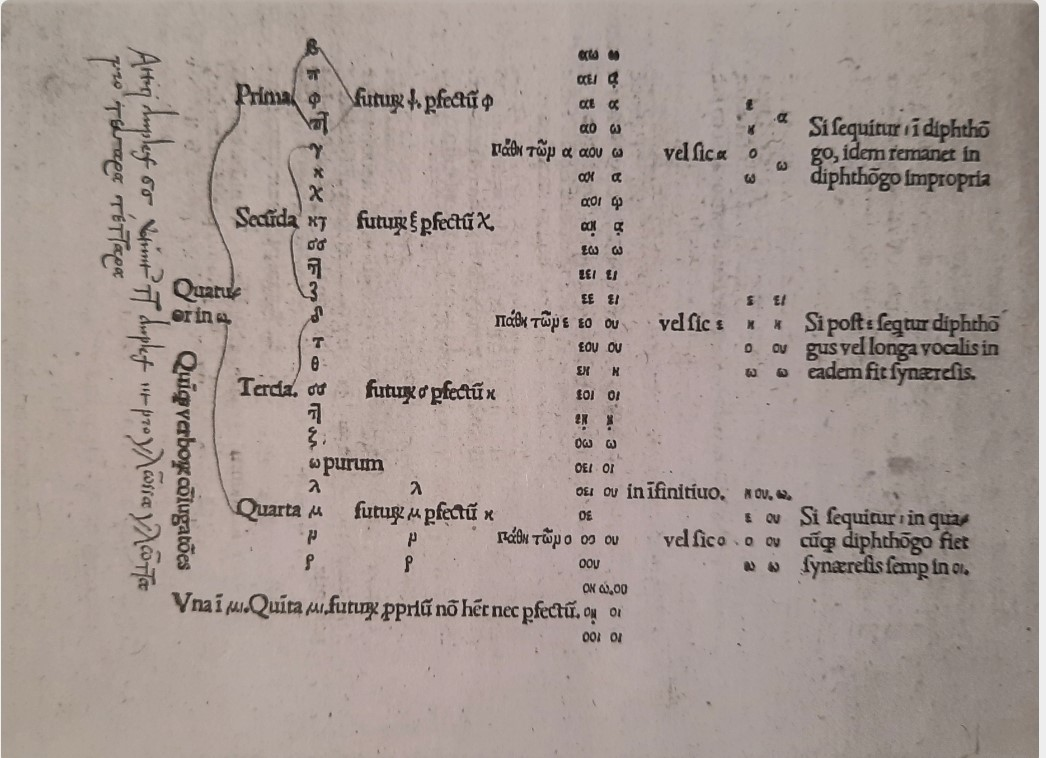
grammaticale tabel van Rescius. Het gaat over letterveranderingen in werkwoorden en bevat een aantekening over een letterbijzonderheid in het Attische dialect.

In maart 1516 werden in Leuven de eerste handboeken Grieks uitgegeven door Dirk Martens. Het gaat om het eerste boek van Theodorus Gaza’s grammatica en grammaticale tabellen van Aleandro, Rescius en Bolzano. In 1518 kwamen er nog handboeken van Martens’ pers, maar deze keer zonder de tabellen van Rescius wat zou kunnen wijzen op een beperkt succes. 
De tabellen van Aleandro en Rescius waren naar alle waarschijnlijkheid bedoeld voor beginnende graecisten. Rescius gebruikte voor deze het handboek van Gaza en droeg zijn werk op aan Johannes Paludanus. Op 8 maart 1516 schreef Rescius de dedicatie brief waarin hij wijst op het belang van de Oude Grieken voor welsprekendheid en wijsheid. Het volgende stuk uit de brief is waarschijnlijk een topos en heeft het over de aanzienlijke vooruitgang die de studenten maakten door zijn tabellen en dat zij hem vroegen deze te publiceren. 
De tabellen behandelen de vormleer van het lidwoord, het naamwoord en het werkwoord op schematische wijze. Ook komen morfologische regels aan bod.
Rescius is zeker niet de enige leerling van Aleandro die Tabulae opstelde. Ook Richard Croke maakte grammaticale tabellen. Schematische voorstellingen zijn tevens sterk aanwezig in het handboek van Amerot.